# Friedensfahrer (Film)
Friedensfahrer ist ein Dokumentarfilm von Rainer Ackermann aus dem DEFA-Studio für Dokumentarfilme über die 36. Internationale Friedensfahrt 1983 aus dem Jahr 1984.

## Handlung
Dieser Farb-Dokumentarfilm berichtet über die Internationale Friedensfahrt 1983, sie bestand aus 12 Einzeletappen und führte auf einer Gesamtlänge von 1899 Kilometer von Warschau über Berlin nach Prag. Die ersten Bilder zeigen die Radfahrer am Start zum Prolog in Warschau, unter ihnen auch den DDR-Fahrer Uwe Raab. Mit filmischen Rückblicken auf die 1. Friedensfahrt im Jahr 1948 mit dem tschechoslowakischen Fahrer Jan Veselý und der 1. Friedensfahrtetappe auf DDR-Boden im Jahr 1952 werden die historischen Beweggründe zur Austragung dieser Rennen näher dokumentiert. Sieger in Berlin 1952 wurde der Österreicher Franz Deutsch, der im Walter-Ulbricht-Stadion in Berlin von den Besuchern, unter ihnen viele Mitglieder der Partei- und Staatsführung, jubelnd empfangen wurde.
Während der ersten Etappe von Warschau nach Olsztyn wird auch das erste Mal der britische Radrennfahrer Hugh Ashworth gezeigt, der sich am Ende des Feldes befindet und der etwa 17 Minuten nach dem Sieger Uwe Raab im Stadion eintrifft. Dieser Fahrer wird, neben den Fahrern der DDR, über das ganze Rennen beobachtet. Er kämpft zum ersten Mal in Osteuropa mit und lobt die Organisation und herzliche Kameradschaft zwischen allen Mannschaften. Sein größter Wunsch ist, in Prag anzukommen. Aber schwerpunktmäßig wird natürlich über die Fahrer der DDR berichtet, die mit zu den besten Teilnehmern gehören. Dazu gehören Bilder von den Rennstrecken, Etappenankünften, Fahrten im Bus und Mannschaftsbesprechungen. Sie gewannen allein neun der zwölf Etappen. Fünf Etappen gingen an Olaf Ludwig, drei Etappen an Uwe Raab und die letzte Ankunft in Prag gewann Andreas Petermann, für den es, nach acht Teilnahmen bei der Friedensfahrt, der erste Etappensieg war. Gesamtsieger wurde Falk Boden aus der DDR.

## Produktion
Friedensfahrer, so lautet der Titel im Vorspann, wurde von der Künstlerischen Arbeitsgruppe „kontakt“ auf ORWO-Color gedreht und lief am 27. Januar 1984 in den Kinos der DDR an.

## Kritik
Der Film von Rainer Ackermann gibt durch sein historisch-dialektisches Herangehen an den Stoff eine weite Dimension und bettet ihn in größere Zusammenhänge ein. Dies ist die Meinung von Margit Voss in der Tageszeitung Neues Deutschland.
Klaus-Peter Wolf von der Neuen Zeit meinte, dass den Filmemachern teilweise schöne und dramatische Bilder gelangen, die die Härte des sportlichen Kampfes ebenso deutlich machen wie das Anliegen der Friedensfahrt.